# Badezimmer

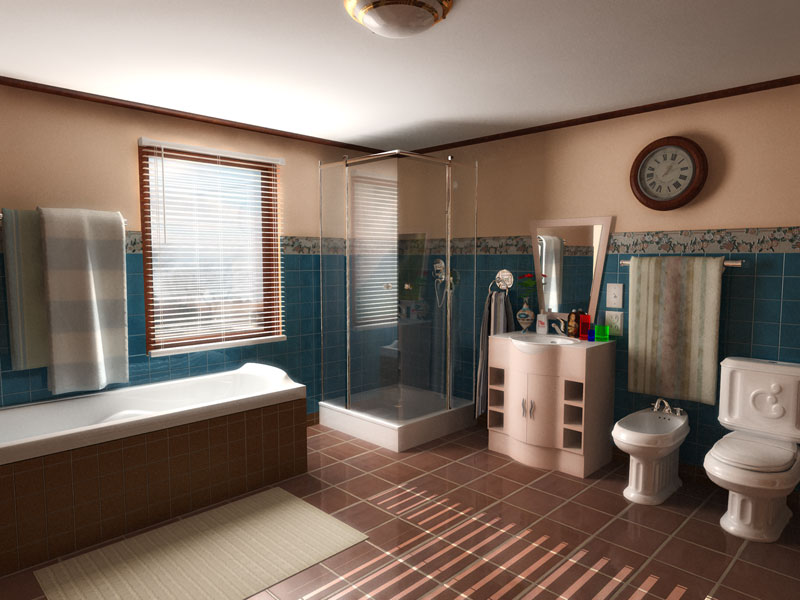
Typische Einrichtungsgegenstände in einem Badezimmer: Badewanne, Dusche, Waschbecken, Bidet und Toilette

Ein Badezimmer bzw. norddeutsch Badestube (umgangssprachlich kurz Bad) bezeichnet den Raum einer Wohnung oder eines Gebäudes, in dem sich Menschen baden oder duschen, die Hände waschen oder „erfrischen“. Das Badezimmer dient auch der Rasur, Haarpflege, dem Schminken und Zähneputzen.
Bevor es in der Nachkriegszeit allgemein üblich wurde, jede Wohnung mit einem privaten Badezimmer auszustatten, besuchte man öffentliche Badehäuser und Badeanstalten.
Der für Badezimmer häufig verwendete Begriff Nasszelle bezeichnet allgemein Räume, in denen Wasserentnahmestellen vorhanden sind und in denen der Boden „wasserdicht“ ausgerüstet ist, etwa eine Duschkabine, eine Waschküche oder WC- und Waschräume in einem Betrieb.

## Geschichte

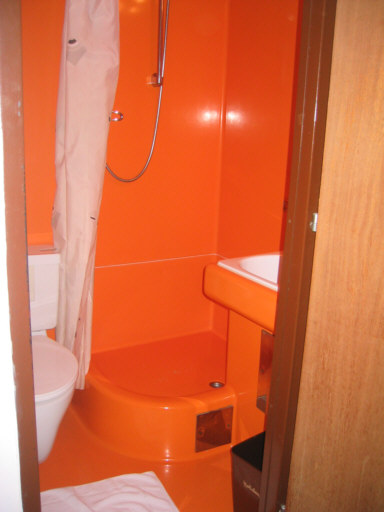
Vorgefertigte Nasszelle aus Kunststoff-Formteilen in einem Innsbrucker Hotel, 1970er Jahre

In einer Großstadt wie Kopenhagen existierte im Jahr 1906 nur in 3,8 % aller Wohnungen ein Badezimmer. Als im gleichen Jahr das Hotel Ritz in London eröffnet wurde, besaß es als Neuheit in jeder Suite ein Badezimmer.
Eine allgemeine Verbreitung von Badezimmern in Deutschland fand erst in der zweiten Hälfte des 20. Jahrhunderts statt. Bei Neubauten in den 1950ern sprach man noch von einer „Nasszelle“. Zuvor wurde in Wannen, Bottichen oder Zubern in der Küche, Waschküche oder in Städten in öffentlichen Bädern, den so genannten Volksbädern, gebadet. Ein Badezimmer konnten sich bis dahin nur sehr wohlhabende Leute leisten. Für den Luxus eines Badezimmers mussten folgende Voraussetzungen erfüllt sein: ein gesondertes Zimmer, das möglichst beheizbar war, fließendes Wasser, ein Anschluss zur Hauskanalisation, ein besonderer Ofen oder Boiler, der groß genug war, um relativ viel Wasser beheizen zu können, und letztendlich eine Badewanne. Eine Übergangsform stellte das sogenannte Frankfurter Bad dar, die Badewanne befand sich bei dieser Art von Wohnung in der Küche oder im Schlafzimmer.

## Ausstattung
Normales Inventar in einem Badezimmer sind eine Badewanne und/oder eine Dusche und ein Waschbecken sowie Seifen, Bürsten, Handtücher und Armaturen. Heutzutage ist meistens auch eine Toilette Bestandteil des Badezimmers, in vielen Ländern ebenfalls ein Bidet. Badezimmer-Ideen haben aber in letzter Zeit eine neue Dimension angenommen. Neben rein funktionalen Elementen wie Dusche oder Toilette rücken verstärkt Badideen für Spa-Elemente in moderne Badezimmer-Konzepte ein (beispielsweise Sauna-Kabinen, Infrarotwärmekabinen, Whirlpools, Fitnessgeräte etc.)
Üblich ist auch ein Standplatz für eine Waschmaschine mit den entsprechenden Anschlüssen an Strom, Wasser und Abwasser. 
Zunehmend wird bei Badezimmern Wert auf Barrierefreiheit gelegt, damit sie beispielsweise auch von körperlich beeinträchtigten älteren Menschen benutzt werden können. Hierzu wird beispielsweise auf Duschwannen verzichtet und stattdessen nur ein Bodeneinlauf vorgesehen, die Toilette wird etwas höher angebracht, damit das Aufstehen leichter fällt.

## Bauliche Planung
Die VDI-Richtlinie 6000 Blatt 1 enthält Mindestmaße sowie Anforderungen an die Ausstattung von Bädern und anderen Sanitärräumen.
(In Klammern jeweils die Maße besonders kleiner Ausführungen.)
Ein Standardwaschbecken ist demnach 60 cm breit und 55 cm tief, während ein reines Handwaschbecken 45 cm breit und 35 cm tief ist.
Ein wandhängendes Toilettenbecken ist ebenso wie ein Bidet 40 (35) cm breit und 60 (53) cm tief, während ein freistehendes WC oder ein WC mit aufsitzendem Spülkasten in der Tiefe 75 (66) cm Platz benötigt.
Urinale sind 40 (29) cm breit und 40 (21) cm tief.
Eine Badewanne ist in der Regel 170 (160) × 75 (70) cm groß.
Eine Duschwanne ist in der Regel entweder 80 × 80 cm oder 75 × 90 cm groß.
Bei Badezimmern ohne Fenstern ist nach DIN 18017 Teil 3 eine mechanische Belüftung vorzusehen.
Es hat sich bewährt, einen Einzelraumlüfter im Abluftbetrieb gemeinsam mit der Beleuchtung des Badezimmers anzuschalten. Meist wird ein Nachlaufrelais vorgesehen, damit die Belüftung nach dem Verlassen der Badezimmer noch einige Minuten fortgesetzt wird. Von Vorteil kann es sein, Licht und Belüftung separat voneinander, aber über einen gemeinsamen Serienschalter zu schalten. Auf diese Weise können Licht und Lüftung mit einem Handgriff gemeinsam aktiviert werden. Zur Vermeidung des Lüftungsgeräuschs kann bei Bedarf auch nur das Licht angeschaltet werden. Bei größerem Feuchtigkeitsanfall kann alternativ auch die Lüftung alleine betrieben werden, ohne dass das Licht brennt.
| Planungsempfehlungen der amerikanischen National Kitchen & Bath Association |
| Die amerikanischen Bauvorschriften verlangen einen Bewegungsraum von 52,5 cm Tiefe vor der Vorderkante von Waschbecken, Toilette, Bidet, Dusche usw. Vor dem Einstieg in die Dusche sollte ein Bewegungsraum von 60 cm freigehalten werden. Von der Mittellinie eines Waschbeckens, einer Toilette oder eines Bidets zur Wand oder zu Einrichtungsgegenständen sollte beiderseits ein Abstand von 37,5 cm eingehalten werden. Die Mittellinien zweier Waschbecken sollten einen Abstand von 75 cm einhalten. Der Abstand zwischen dem Rand eines Waschbeckens und der Wand oder einem weiteren Waschbeckens soll mindestens 10 cm betragen. Ein Waschbecken kann je nach Benutzerkreis in einer Höhe von 80 bis 107,5 cm montiert werden. Ein Toilettenraum muss mindestens 75 × 150 cm groß sein. Der Halter für das Toilettenpapier sollte 65 cm über dem Boden und 20 bis 30 cm vor der Toilettenschüssel angebracht werden. Die Grundfläche einer Duschtasse soll mindestens 75 × 75 cm betragen. Die Betätigungsgriffe der Duscharmaturen sollen von der Position unterhalb des Duschkopfes sowie auch von außerhalb des beregneten Bereichs erreichbar sein und in einer Höhe von 95 bis 120 cm angebracht sein. Die Betätigungsgriffe von Badewannenarmaturen sollen von innerhalb und außerhalb der Wanne erreichbar sein und in einer Höhe von höchstens 82,5 cm angebracht sein Die Wände oberhalb von Dusche oder Badewanne sollten mindestens 7,5 cm über dem Anschluss des Brausekopfs wasserdicht ausgeführt werden. An Bade- oder Duschwanne angebrachte Haltegriffe sollten einem Zug von 135 kg standhalten können und in einer Höhe von 82 bis 90 cm angebracht werden. Falls nötig, ist an dieser Stelle die Trockenbau-Unterkonstruktion entsprechend stärker auszuführen. Haltegriffe sollten einen Durchmesser von 30 bis 40 mm haben und einen Abstand zur Wand von etwa 37,5 mm einhalten. Glasscheiben im Bereich von Dusche oder Badewanne müssen aus vorgespanntem Glas bestehen oder vergleichbare Sicherheitsanforderungen erfüllen, es sei denn, die Unterkante der Verglasung befindet sich in einer Höhe von mehr als 1,5 m über der Standfläche. Duschtüren müssen sich nach außen öffnen. Ein Badezimmer muss entweder über ein Fenster mit 2800 cm² Fläche verfügen, von der wenigstens die Hälfte geöffnet werden kann, oder über eine Lüftungsanlage mit einer Luftförderleistung von 85 m³/h belüftet werden. |

## Elektrische Sicherheit
In Räumen mit Badewanne oder Dusche besteht für Menschen – aufgrund der zumindest vorübergehend feuchten Umgebungsbedingungen – ein höheres Risiko als in der sonst üblichen trockenen Umgebung, durch elektrische Anlagen und Einrichtungen gefährdet zu werden. Es gelten daher besondere Anforderungen für die elektrischen Anlagen in diesen Räumen, die Gegenstand der internationalen Norm IEC 60364-7-701:2006-02 sind und für Deutschland in der DIN-VDE-Norm 0100-701:2008-10 abgehandelt werden.
Für elektrische Anlagen in Räumen mit Badewanne und Dusche müssen die festgelegten Bereiche 0, 1 und 2 und deren Grenzen gemäß DIN VDE 0100-701:2008-10 berücksichtigt werden. Die Art der zugelassenen elektrischen Betriebsmittel, die erforderliche Schutzart, die zulässige Betriebsspannung und die Ausführung von Kabel und Leitungsanlagen in den einzelnen Bereichen ist streng reglementiert. Die folgenden Angaben stellen einen vereinfachten und gekürzten Überblick der wesentlichen Eckpunkte in der Norm dar; für Detailfragen wendet man sich an eine Elektrofachkraft.
- Im Bereich 0 dürfen elektrische Betriebsmittel nur errichtet werden, wenn sie nach Herstellerangaben ausdrücklich für die Verwendung und Montage für diesen Bereich geeignet sind und ortsfest angebracht und fest angeschlossen sind und durch Kleinspannung SELV mit einer Nennspannung die AC 12 V oder DC 30 V und Schutzart IPX7 aufweisen.

- Im Bereich 1 dürfen elektrische Betriebsmittel nur errichtet werden, wenn sie nach Herstellerangaben für die Verwendung und Montage für diesen Bereich geeignet sind und ortsfest angebracht und fest angeschlossen sind und für andere Betriebsmittel als (die für Netzbetrieb zugelassenen) Whirlpooleinrichtungen, Duschpumpen, Verbrauchsmittel für Lüftung, Handtuchtrockner und Wassererwärmer durch Kleinspannung SELV mit einer Nennspannung die AC 25 V oder DC 60 V und Schutzart IPX4 bzw. im Strahlwasserbereich IPX5 aufweisen.

- Im Bereich 2 dürfen elektrische Betriebsmittel nur errichtet werden, wenn sie mindestens der Schutzart IPX4 entsprechen und wenn es keine Steckdosen (auch nicht solche mit Klappdeckel) sind.

Alle Stromkreise müssen durch eine Fehlerstrom-Schutzeinrichtung (RCD) mit einem Bemessungsdifferenzstrom von IΔN=30 mA geschützt sein. Das gilt auch für Kabel und Leitungsanlagen, die nur durch den Raum geführt, aber für einen anderen Raum bestimmt sind.
Installationsverteiler sind in Räumen mit Badewanne oder Dusche nicht zulässig und bei Montage in einem angrenzenden Raum muss eine mineralische Restwanddicke von mindestens 6 cm zum Raum mit Dusche oder Badewanne eingehalten werden.
Für unter Bestandschutz stehende Altanlagen ist eine Nachrüstung auf aktuellen Stand der Technik (Normenlage) nicht gefordert, solange die Anlage nicht erweitert wird. Bestehende Steckdosen dürfen jederzeit gegen gleichartige oder auch gegen solche mit Zusatzschutz (SRCDs bzw. umgangssprachlich FI-Steckdosen) ersetzt werden. Wird jedoch eine Steckdose versetzt oder es kommt eine weitere hinzu, dann muss auf den aktuellen Stand der Technik nachgerüstet werden. Somit muss der ganze versorgende Stromkreis (also einschließlich der Kabel und Leitungsanlage) mit einem RCD geschützt werden (was durchgehende dreiadrige Verdrahtung bis zum nächsten Verteiler voraussetzt).